# Anders Jonas Ångström
Anders Jonas Ångström (n. 13 august 1814, Lögdö bruk⁠(d), Comitatul Västernorrland, Suedia – d. 21 iunie 1874, Uppsala Cathedral Assembly⁠(d), Uppsala län, Suedia) a fost un fizician și astronom suedez, unul dintre inventatorii spectroscopiei.
În cinstea sa, o unitate de lungime (ångström= 10-10 m) îi poartă numele.
Din 1839 a predat la Universitatea din Uppsala.
Craterul Ångström de pe Lună este numit după fizician.